# وفا (خواننده)
عباس وفایی با نام هنری وفا (زادهٔ ۲۱ بهمن ۱۳۲۹)، خواننده موسیقی پاپ و بازیگر سینما اهل ایران قبل از انقلاب است.

## زندگی‌نامه
از آن‌جایی که خانواده‌اش اهل هنر بودند خیلی زود فعالیت هنری‌اش را آغاز کرد و خوش درخشید. وی یکی از اعضای خواننده هنری وفایی می‌باشد که به همراه دو برادرش جمال و کمال (خواننده موسیقی مردمی) در زمینه خوانندگی فعالیت داشتند. وفا متأهل و دارای دو فرزند به نام‌های «شاهین» و «شیرین» است. او در ایران زندگی می‌کند و در مراسم و جشن‌های خصوصی برنامه اجرا می‌کند.
ترانه «دنیا آی دنیا» یکی از تصانیف به یاد ماندنی وفا محسوب می‌شود

## آلبوم‌ها

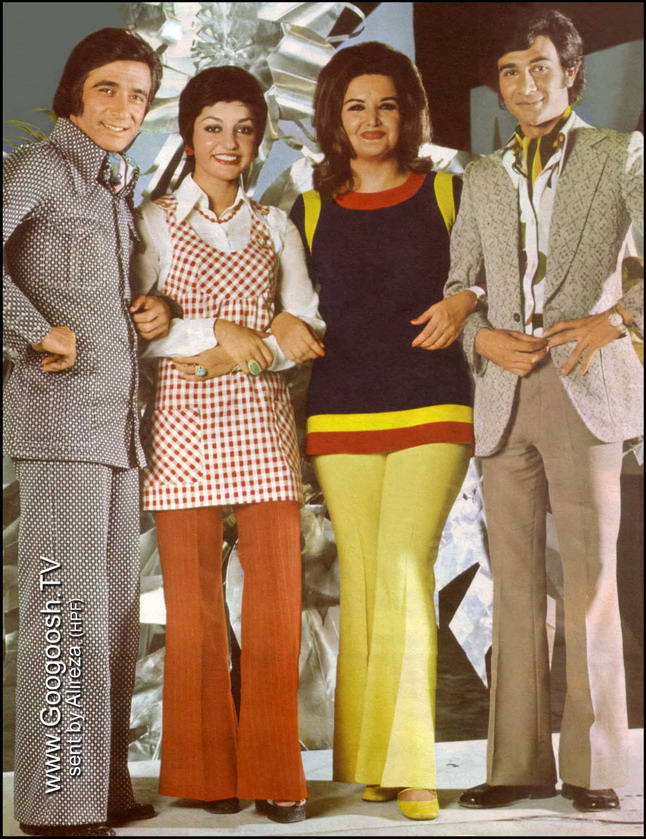
از راست: وفا، پوران، گوگوش و جمال وفایی در مجله‌ای ایرانی پیش از انقلاب

- باورم کن
- پدر مادرها

## ترانه‌شناسی

### وفا ۱
| نام ترانه       | ترانه‌سرا       | آهنگساز    | تنظیم |
| --------------- | -------------- | ---------- | ----- |
| خودخواه         |                |            |       |
| بگو برام        |                |            |       |
| به هم رسیدن     | مسعود هوشمند   | حسین واثقی |       |
| دو همراز        |                |            |       |
| اوج             | محمدعلی شیرازی | محمد حیدری |       |
| اینو باور میکنی |                |            |       |
| گل نسرین        |                |            |       |
| مونس            |                |            |       |
| صدای تو         |                |            |       |
| معجزه           |                |            |       |

### غم شده با دل من همسفر
| نام ترانه                   | ترانه‌سرا | آهنگساز | تنظیم |
| --------------------------- | -------- | ------- | ----- |
| دلم فقط تو رو میخواد        |          |         |       |
| غم شده با دله من همسفر      |          |         |       |
| تو صدای منی                 |          |         |       |
| تو برام همیشه یه پاییز بودی |          |         |       |
| آخرین شعر من اینه           |          |         |       |
| شب یلدای منه                |          |         |       |
| قصه بگو                     |          |         |       |
| قویترین آدم                 |          |         |       |
| عشق تو                      |          |         |       |
| مه لقا                      |          |         |       |
| اون روزا واسه هم می مردیم   |          |         |       |

### پدرمادرها
| نام ترانه       | ترانه‌سرا       | آهنگساز        | تنظیم |
| --------------- | -------------- | -------------- | ----- |
| باور میکنی      |                |                |       |
| دیگه منو میخواد |                |                |       |
| دنیا دنیا       | جهانبخش پازوکی | جهانبخش پازوکی |       |
| حسودم           | جهانبخش پازوکی | جهانبخش پازوکی |       |
| جدایی           | مسعود هوشمند   | حسین واثقی     |       |
| زنده ها         | جهانبخش پازوکی | جهانبخش پازوکی |       |

## فیلم‌شناسی

### بازیگر
- ۱ - عبور از مرز شب (۱۳۵۷)
- ۲ - پرستوهای عاشق (۱۳۵۶)
- ۳ - هم‌کلاس (۱۳۵۶)
- ۴ - رابطه جوانی (۱۳۵۵)
- ۵ - آبشار طلا (۱۳۵۱)
- ۶ - پدر که ناخلف افتد (۱۳۵۱)

### خواننده
- ۱ - عبور از مرز شب (۱۳۵۷)
- ۲ - هم‌کلاس (۱۳۵۶)